# Мустафа II
Мустафа II (тур. II. Mustafa; 6. фебруар 1664 — 28. децембар 1703) је био турски султан од 1695 до 1703. године.
Био је најстарији син Мехмеда IV и дошао је на власт у фебруару 1695. године. Историографски подаци говоре да је био способан султан. Одмах је стао на чело војске у жељи да поврати изгубљене територије.

## Биографија
Родио се у Једринима 1664. године као син султана Мехмеда IV и султаније Рабије. За време његове владавине Велики бечки рат приведен је крају, а догодили су се до тада највећи територијални губици у историји Османског царства.
Султан Мустафа II је имао привремених, али не и значајнијих успеха у том рату, те није могао да спречи потпуни пораз Османлија. Иако је имао успеха у гушењу буна у Османском царству изазваних од стране Сафавида, ти успеси нису имали неког великог значаја.
За време његове владавине дошло је до значајних архитектонских достигнућа као што су: Фатих дистрикт, Ерзурум џамија и национална библиотека.
Његова кратка владавина завршила се свргавањем, а на престолу га је наследио брат, султан Ахмед III.

## Рат са Аустријом
У време његове владавине, Велики Турски рат још увек је трајао. Након неуспеле опсаде Беча 1683. Света Лига искористила је немоћ Турака и узела им многе територије у Европи. Аустријанци су стигли чак до Качаника. Мустафа II је био одлучан да поврати изгубљене територије, па је стао на чело војске и командовао њом лично. Прво је османска флота повратила Хиос од Венеције два пута, затим је повратила и Ојнуска острва 1695. године. У јуну 1695. Мустафа је отишао у свој први поход против Аустрије. У септембру 1695. године успео је да освоји Липову и да сломи венецијанску флоту код Цејтинбурна. Победио је Аустрију у бици код Лугоша 1695. Затим се османска армија вратила у престоницу. У то време се турска тврђава Азов успешно бранила од руских нападача. 
У априлу 1696. Мустафа је кренуо у свој други поход. У августу 1696. Руси су, по други пут, заузели Азов. У исто време османске трупе су победиле Аустријанце у биткама код Улаша и Ченеја. Након ових победа Турци су заузели Темишвар. Коџа Ћафер- паша постављен је за намесника Београда. Затим се турска војска опет вратила у Истанбул.
Маја 20. године 1697. султан Мустафа II креће у свој трећи поход против Аустрије. У Једрену је скован солидан план експедиције. Међутим, 11. септембра 1697. године кнез Еуген Савојски, командант царске војске, наноси Мустафи стравичан пораз у бици код Сенте. Тиса која је плавила успела је да удави око 30 000 османских војника који су покушавали да је пређу, заједно са дамат Мехмед-пашом. Овај пораз био је фаталан по Османлије. Овим поразом почиње вишевековно и изузетно болно пропадање Османског царства.
У међувремену, Венеција је вршила окупацију Далмације и Пелопонеза, док је Пољска вршила окупацију Молдавије и Лехистана. Такође, руски император Петар I Велики је модернизовао војску и морнарицу и кренуо на поход против Османлија у жељи да оствари доминацију на Црном мору. Иако 1695. године није успео да освоји Азов, већ наредне, 1696. године, то му полази за руком.
На крају овог дугог и погубног рата Османско царство је било сасвим исцрпљено.

## Карловачки мир
Пораз код Сенте био је кључан и застрашујући. Нови велики везир, Хусејин-паша, је прихватио савете холандског и британског амбасадора, те је убедио султана да склопи мир. Карловачким миром 11. јануара 1699. године Османлије су уступиле Аустрији читаву Мађарску и Трансилванију, као и целу Војводину, осим Баната и Темишвара. Поред тога, читава Хрватска и Пелопонез уступљени су Венецији, док је Азов пао у шаке Руској империји.
Овај мир био је први мир којим су Османлије изгубиле веће делове земље. Овим миром почиње вишевековна стагнација Османског царства.

## Свргавање са престола
Након, по Османлије трагичног, Карловачког мира стање унутар Османског царства није престало да се погоршава. Титулу великог везира имао је султанов учитељ и шејхуислам Фејзулах ефендија. Високи државни званичници су организовали веома скупе ловачке експедиције и забаве у палати. Таква неодговорност међу члановима државног врха није се поклапала са султановим обећањем да тога неће бити. Услед тога незадовољство се вртоглавом брзином раширило у редовима војске.
Уместо да Азов брани са кримским Татарима, султан је отишао у Једрене. Он се још од марта 1700. године није вратио у Истанбул, већ се стационирао у Једрену. У међувремену незадовољни војници почели су да дижу буну у Истанбулу. Разјарена маса дала се у марш ка Једрену. Султан је тамо реорганизовао војску и контролисао путеве, док је велики везир отишао да смири војнике. Буну је покренула султанова одлука да тимаре учини наследним. Велики везир није успео да смири разјарену масу војника. Фејзулах ефендија био је убијен од стране војника.
Султан Мустафа II свргнут је са престола 22. августа 1703. године, а на престо је доведен његов брат, султан Ахмед III. Након што је свргнут са престола убрзо је и преминуо. Преминуо је 28. децембра 1703. године са 39 година. Сахрањен је у турбету свога оца, султана Мехмеда IV.

## Породично стабло
|  |                                     |  |  |  |  |  |  |  |  |  |  |  |  |  |  |  |
|  | 8. Ахмед I                          |  |  |  |  |  |  |  |  |  |  |  |  |  |  |  |
|  |                                     |  |  |  |  |  |  |  |  |  |  |  |  |  |  |  |
|  |                                     |  |  |  |  |  |  |  |  |  |  |  |  |  |  |  |
|  | 4. Ибрахим                          |  |  |  |  |  |  |  |  |  |  |  |  |  |  |  |
|  |                                     |  |  |  |  |  |  |  |  |  |  |  |  |  |  |  |
|  |                                     |  |  |  |  |  |  |  |  |  |  |  |  |  |  |  |
|  | 9. Султанија Косем                  |  |  |  |  |  |  |  |  |  |  |  |  |  |  |  |
|  |                                     |  |  |  |  |  |  |  |  |  |  |  |  |  |  |  |
|  |                                     |  |  |  |  |  |  |  |  |  |  |  |  |  |  |  |
|  | 2. Мехмед IV                        |  |  |  |  |  |  |  |  |  |  |  |  |  |  |  |
|  |                                     |  |  |  |  |  |  |  |  |  |  |  |  |  |  |  |
|  |                                     |  |  |  |  |  |  |  |  |  |  |  |  |  |  |  |
|  | 5. Султанија Турхан Хатиџе          |  |  |  |  |  |  |  |  |  |  |  |  |  |  |  |
|  |                                     |  |  |  |  |  |  |  |  |  |  |  |  |  |  |  |
|  |                                     |  |  |  |  |  |  |  |  |  |  |  |  |  |  |  |
|  | 1. Мустафа II                       |  |  |  |  |  |  |  |  |  |  |  |  |  |  |  |
|  |                                     |  |  |  |  |  |  |  |  |  |  |  |  |  |  |  |
|  |                                     |  |  |  |  |  |  |  |  |  |  |  |  |  |  |  |
|  | 3. Султанија Еметулах Рабија Гулнуш |  |  |  |  |  |  |  |  |  |  |  |  |  |  |  |
|  |                                     |  |  |  |  |  |  |  |  |  |  |  |  |  |  |  |
|  |                                     |  |  |  |  |  |  |  |  |  |  |  |  |  |  |  |